# Microsuperman/Hela Supergirl
Microsuperman/Hela Supergirl è un singolo di  Nico Fidenco e Guendalina Colarossi, pubblicato nel 1982. Il singolo riuscì a vendere 180 000 copie.

## Descrizione
Microsuperman è un brano musicale scritto da Gianfranco Balvetti su musica dello stesso Balvetti e Nico Fidenco e con gli arrangiamenti di Giacomo Dall'Orso. Il brano vede la partecipazione ai cori de I Piccoli Cantori di Torre Spaccata. La canzone è la sigla dell'anime Microsuperman.
Hela Supergirl è un brano musicale scritto da Gianfranco Balvetti su musica dello stesso Balvetti e Nico Fidenco e con gli arrangiamenti di Giacomo Dall'Orso. Il brano vede la partecipazione ai cori de I Piccoli Cantori di Torre Spaccata. La canzone è la sigla dell'anime omonimo.